# Романов Андрій Анатолійович
Андрі́й Анато́лійович Рома́нов — капітан добровольчого розвідувального батальйону «Сонечко», учасник російсько-української війни, що загинув у ході російського вторгнення в Україну в 2022 році.

## Життєпис
Андрій Романов народився в Луцьку на Волині. Він був активним учасником фан-руху футбольного клубу «Волинь», регулярно вболівав за улюблену команду в фанатському сектор, регулярно входив до виїзного активу луцьких ультрас. З початком повномасштабного російського вторгнення в Україну ніс військову службу в складі добровольчого батальйону «Сонечко». Разом з бойовими побратимами виконував розвідувальні та штурмові завдання. Обіймав військову посаду командира підрозділу. На чолі групи атакував окупантів у районі села Забуччя Києво-Святошинського району на Київщині. Ворог відступив у напрямку Рубежівки. У визволеному селі добровольці вивісили український прапор і чекали на підхід підрозділів Збройних сил України, аби зачистити населений пункт. Допустили помилку, коли прийняли за своїх два танки, що увійшли до села. Загинув 31 березня 2022 року разом з товаришами від пострілу прямою наводкою російського танка. Кілька співслуживців зазнали важких поранень. Чин прощання з Андрієм Романовим проходив 8 та 9 квітня 2022 року в Луцьку в Будинку панахиди та на Театральному майдані. Після прощання прах загиблого, за його заповітом, розвіяли.

## Родина
У загиблого залишилися брат Олександр, дружина Анна та троє маленьких дітей, найменшому сину на час загибелі батька було менш як рік.

## Нагороди
- Орден «За мужність» III ступеня (2022, посмертно) — за особисту мужність і самовіддані дії, виявлені у захисті державного суверенітету та територіальної цілісності України, вірність військовій присязі[7].